# پیربلاغ (گدابیگ)
پیربلاغ (به لاتین: Pirbulaq، تا ۷ فوریه ۱۹۹۱ نوواسپاسوفکا Novospasovka) یک منطقه مسکونی در جمهوری آذربایجان است که در شهرستان گدابیگ واقع شده‌است. پیربلاغ ۴۷۸ نفر جمعیت دارد.